# Indische Cricket-Nationalmannschaft in den West Indies in der Saison 2002
Die Tour der indischen Cricket-Nationalmannschaft in die West Indies in der Saison 2002 fand vom 11. April bis zum 2. Juni 2002 statt. Die internationale Cricket-Tour war Teil der internationalen Cricket-Saison 2002 und umfasste fünf Test Matches und fünf ODIs. Die West Indies gewannen die Test-Serie 2–1, Indien die ODI-Serie 2-1.

## Vorgeschichte
Für beide Mannschaften war es die erste Tour der Saison. Das letzte Aufeinandertreffen der beiden Mannschaften bei einer Tour fand in der Saison 1996/97 in den West Indies statt.

## Stadien
Für die Tour wurden folgende Stadien als Austragungsorte vorgesehen.
| Stadt         | Land                | Stadion                   | Kapazität | Spiele               |
| ------------- | ------------------- | ------------------------- | --------- | -------------------- |
| Bridgetown    | Barbados            | Kensington Oval           | 11.000    | 3. Test; 3. ODI      |
| Georgetown    | Guyana              | Bourda Cricket Ground     | 25.000    | 1. Test              |
| Kingston      | Jamaika             | Sabina Park               | 20.000    | 5. Test; 1. & 2. ODI |
| Port of Spain | Trinidad und Tobago | Queen’s Park Oval         | 25.000    | 2. Test; 4. & 5. ODI |
| St. John’s    | Antigua und Barbuda | Antigua Recreation Ground | 12.000    | 4. Test              |

## Kader
Indien benannte seinen Kader am 21. März 2002.
Die West Indies benannten ihren Test-Kader am 8. April und ihren ODI-Kader am 20. Mai 2002.
| Test | Test | ODI | ODI |
| West Indies | Indien | West Indies | Indien |
| --- | --- | --- | --- |
| - Carl Hooper (K) - Marlon Black - Shivnarine Chanderpaul - Pedro Collins - Cameron Cuffy - Mervyn Dillon - Chris Gayle - Wavell Hinds - Ridley Jacobs (wk) - Brian Lara - Junior Murray - Mahendra Nagamootoo - Adam Sanford - Ramnaresh Sarwan - Stuart Williams | - Sourav Ganguly (K) - Sanjay Bangar - Shiv Sunder Das - Deep Dasgupta - Rahul Dravid - Sourav Ganguly - Wasim Jaffer - Zaheer Khan - Anil Kumble - VVS Laxman - Ashish Nehra - Ajay Ratra (wk) - Harbhajan Singh - Sarandeep Singh - Javagal Srinath - Sachin Tendulkar | - Carl Hooper (K) - Shivnarine Chanderpaul - Pedro Collins - Corey Collymore - Cameron Cuffy - Mervyn Dillon - Chris Gayle - Wavell Hinds - Wavell Hinds - Ridley Jacobs (wk) - Brian Lara - Ramnaresh Sarwan | - Sourav Ganguly (K) - Ajit Agarkar - Rahul Dravid (wk) - Mohammad Kaif - Zaheer Khan - VVS Laxman - Nayan Mongia - Ashish Nehra - Virender Sehwag - Harbhajan Singh - Yuvraj Singh - Sachin Tendulkar - Tinu Yohannan |

## Tour Matches
| 5. – 7. April Scorecard | Georgetown (ECC) | Guyana Board President’s XI 118 (62.3) & 168 (54.2) | – | Indians 248 (99) & 39-1 (16.1) |
|                         |                  | Indians gewinnt mit 9 Wickets                       |   |                                |

| 26. – 28. April Scorecard | Gros Islet | Busta Cup XI 437 (104.2) | – | Indians 150 (68.1) & 158-2 (63) (f/o) |
|                           |            | Remis                    |   |                                       |

## Tests

### Erster Test in Georgetown
| 11. – 15. April Scorecard | Georgetown (Bourda) | West Indies 501 (163.1) | – | Indien 395-7 (140.3) |
|                           |                     | Remis                   |   |                      |

### Zweiter Test in Port of Spain
| 19. – 23. April Scorecard | Port of Spain | Indien 339 (115.5) & 218 (92.1) | – | West Indies 245 (77.5) & 275 (115.1) |
|                           |               | Indien gewinnt mit 37 Runs      |   |                                      |

### Dritter Test in Bridgetown
| 2. – 5. Mai Scorecard | Bridgetown | Indien 102 (33.4) & 296 (101.2)    | – | West Indies 394 (135.5) & 5-0 (1.2) |
|                       |            | West Indies gewinnt mit 10 Wickets |   |                                     |

### Vierter Test in St. John’s
| 10. – 14. Mai Scorecard | St. John’s | Indien 513-9d (196) | – | West Indies 629-9d (248) |
|                         |            | Remis               |   |                          |

### Fünfter Test in Kingston
| 18. – 22. Mai Scorecard | Kingston | West Indies 422 (132) & 197 (62.2) | – | Indien 212 (75) & 252 (88.3) |
|                         |          | West Indies gewinnt mit 155 Runs   |   |                              |

## One-Day Internationals

### Erstes ODI in Kingston
| 25. Mai Scorecard | Kingston | West Indies    | – | Indien |
|                   |          | Spiel abgesagt |   |        |

### Zweites ODI in Kingston
| 26. Mai Scorecard | Kingston | West Indies    | – | Indien |
|                   |          | Spiel abgesagt |   |        |

### Drittes ODI in Bridgetown
| 29. Mai Scorecard | Bridgetown | West Indies 186 (44.5/49)    | – | Indien 187-3 (43.5/49) |
|                   |            | Indien gewinnt mit 7 Wickets |   |                        |

### Viertes ODI in Port of Spain
| 1. Juni Scorecard | Port of Spain | Indien 123 (25/25)                | – | West Indies 124-3 (22.1/25) |
|                   |               | West Indies gewinnt mit 7 Wickets |   |                             |

### Fünftes ODI in Port of Spain
| 2. Juni Scorecard | Port of Spain | Indien 260 (50)                         | – | West Indies 191 (36.2/44) |
|                   |               | Indien gewinnt mit 56 Runs (D/L method) |   |                           |